# 탑블레이드의 등장인물 목록
다음은 《탑블레이드》의 등장인물 목록이다.

## TBA(한국팀)
- 강민 (키노미야 타카오)

성우 : 정미숙 (1기) , 손정아 (2~3기, 극장판) / 쿠마이 모토코
팽이 (성수) : 드래곤 (청룡)
작품의 주인공. 정의감이 강하고 싸움을 피하지 않는 성격. 친구와 동료를 소중히 여기지만 제멋대로인 성격 때문에 다툴 때가 잦다. 어머니는 오래전에 돌아가시고 아버지, 나이 차이 많이 나는 형은 행방불명이어서 현재는 할아버지와 둘이서만 살고 있다. 탑블레이드도 어렸을 때 형에게서 배웠으며, 형이 물려준 모자를 늘 쓰고 다닌다. 어렸을 때는 함께 놀던 친구들도 포기할 정도로 형편없는 실력이었지만 꾸준히 노력한 끝에 뛰어난 탑블레이더가 되었으며 현재도 다른 사람에 비해 빠른 속도로 실력이 향상되는 중. 다만, 자신의 실력을 지나치게 과신하는 면이 있다. 탑블레이드 이외의 특기라면 검도 사범인 할아버지에게 어렸을 때부터 배운 검도로, 실력이 꽤 우수하지만, 검도에는 별 흥미가 없고 탑블레이드에만 열중한다. 할아버지가 제멋대로 검도장의 후계자로 지목해 놨지만 도장을 이을 생각은 전혀 없는 듯. 공부에는 전혀 관심이 없고 학교 성적은 몹시 나쁜 수준. 늦잠을 좋아해 학교에 지각하지 않을 때가 드물 정도로, 이 때문에 동급생인 타치바나 히로미와 늘 다툰다.
- 교수 (통칭 : 쿄우쥬 / 본명 : 사이엔 마나부)

성우 : 한인숙 / 쿠와시마 호우코
팽이 (성수) : 아인슈타인 (개구리)
TBA 팀 선수. 강민의 동급생으로, 탑블레이드 연구나 수리·조립을 굉장히 좋아하는 블레이더. 탑블레이드 시합보다 이쪽에 훨씬 더 흥미가 있어 시합에는 거의 참가하지 않고 팀의 두뇌 역할을 맡고 있다. 탑블레이더로서의 재능은 그리 좋은 편이 아니며, 팀에서 실력도 가장 뒤떨어진다. 기초 체력도 상당히 부족한 편. 컴퓨터를 매우 잘 다루며, 취미이자 특기는 늘 가지고 다니는 노트북과 카메라로 탑블레이드 시합을 촬영하고 분석하는 것. 동료의 탑블레이드를 강화시키거나 탑블레이드가 망가졌을 때 수리하는 것도 도맡아 하고 있으며, 관련이 있는 각종 프로그램도 제작한다. 탑블레이드를 다루는 전문 기계나 연구실 등을 보면 이성을 잃기도 한다. 성격은 유순하고 얌전하다. 겁이 많고 부끄러움도 잘 타는 편. 아이돌 가수 밍밍의 열광적인 팬. 진지한 시합 중에도 밍밍에 대한 것이라면 종종 이성을 잃는다.
- 레이 (콘 레이)

성우 : 안경진 (1기, 극장판), 이향숙 (2~3기) / 히사카와 아야
팽이 (성수) : 드래이거 (백호)
중국의 소수민족 백호족의 차기족장으로, 백호족 내에서 가장 뛰어난 탑블레이더였지만 더 넓은 세상에서 수련하기 위해 오래전 부족의 마을을 떠나 세계 곳곳을 여행하고 있다. 이 때문에 백호족의 옛 친구들에게 부족을 배신했다는 오해를 받고 있기도 하다. 백호족 전체의 특징인 금색 눈이나, 뾰족한 귀와 송곳니 등이 눈에 띄는 외모. 긴 머리카락은 풀면 무릎까지 닿는다. 상당한 미남이라 중국 관중(특히 연상 여성)에게 엄청난 인기를 누리고 있다. 냉정하고 침착한 성격. 직설적이고 할 말을 참지 않지만 경솔한 말은 잘 하지 않는다. 자기 몸을 사리지 않으며 고집이 매우 강한 편. 오랜 여행 경력만큼이나 세계 각지에 친구가 많다. 탑블레이드 스타일은 공격력, 방어력, 기동력 등의 모든 균형이 잘 잡힌 안정적인 스타일로, 승부에 그리 연연해 하지 않는다. 지루하거나 시시한 것을 싫어해 자신의 시합일지라도 시합이 지루해지면 졸고 있기도 한다. 좋아하는 음식은 만두. 여행 중 프랑스의 한 식당에서 일한 적이 있으며 요리에 재능이 있다는 말을 들었지만 정작 자신은 큰 관심이 없다.
- 맥스 (미즈하라 맥스)

성우 : 이진화 (1~3기), 이용신 (극장판) / 오리카사 아이
팽이 (성수) : 드래셀 (현무)
TBA 팀 선수. 아버지가 한국인이고 어머니가 유럽계 미국인인 혼혈. 가끔 영어로 말할 때가 있다. 현재 일 때문에 따로 미국에 거주하는 어머니와는 떨어져 아버지와 한국에서 살고 있지만 어렸을 때는 미국에서 산 적도 있다. 어머니를 매우 좋아하며 자주 볼 수 없기 때문에 늘 그리워한다. 방어가 주특기인 팽이를 사용하며, 방어 기술에 뛰어난 재능이 있다. 시합 시에도 주로 방어 위주에 때에 따라 적절히 공격을 활용하는 전술을 사용하는데, 자신이 지금껏 쌓아온 방어형 스타일에 강한 신념을 지니고 있다. 기본적으로 유난히 밝고 활기찬 성격. 화를 내거나 우울해하는 모습은 좀처럼 보기 어렵다. 눈물이 많고 자주 남의 말에 호응하거나 걱정해 주며, 부모를 대하는 말투나 태도 등에는 아직 어린 아이 같은 면이 남아 있다. 어떤 음식에든지 마요네즈를 뿌려 먹으며, 특히 마요네즈를 뿌린 우동을 매우 좋아하는데 이는 집안 내력. 좋아하는 동물은 개이며, 미국에서 기른 적이 있다. 또한, 본인의 말에 의하면 암벽등반을 해본 적이 있다고 한다.
- 황카이 (히와타리 카이)

성우 : 김영선, 우정신 (유년기) / 타카노 우라라
팽이 (성수) : 드랜져 (주작)
TBA 팀 선수. 강민의 가장 강력한 라이벌. TBA 팀 주장이다. 선수가 되기 전에는 번개단이라는 조직의 리더였으며, 배틀에서 싸워 이기고 상대편의 팽이를 파괴하는 것밖에 모르고 있었다. 강민과의 만남을 통해 탑블레이드의 진정한 재미와 동료애 등을 깨닫게 된다. 무뚝뚝하고 다른 사람과 잘 어울리지 않는 성격. TBA 팀원이 되고서도 버스나 비행기에서 혼자 앉거나 멀찍이 떨어져 걷고 있을 때가 잦으며, 연습도 주로 혼자서 한다. 다니는 기숙 학교에서도 다른 학생들의 경외 대상이며, 친구를 사귀지 않았다. 대기업 회장의 손자이자 후계자지만, 할아버지와는 사이가 그리 좋지 않고 집에도 거의 머무르지 않는다. 어렸을 때는 러시아에서 지냈기 때문에 당시의 기억을 거의 잃은 지금도 러시아 지도를 읽고 길을 찾을 수 있다. 뜻밖에 상냥한 일면도 있어서 간혹 상냥한 미소를 보인다. 고양이나 강아지를 굉장히 좋아해서 집 없는 고양이에게 종종 먹을 것을 가져다준다. 비정상적으로 무거운 목도리나 아대 등을 착용하고 다닐 때가 잦은데, 기초 체력 단련을 위한 것으로 보인다.
- 태양 (스메라기 다이치)

성우 : 이미자 / 나가사와 나오
팽이 (성수) : 가이아 드래곤 (황룡)
TBA 팀 선수. 시골에서 자란 소년으로, 강민에게 도전하기 위해 상경했다가 제3회 세계대회부터 팀에 참가해 출전했다. 어디에서든 가장 눈에 띄지 않으면 참지 못하는 활발한 성격. 무식하고 단순한 데다 자란 환경의 영향인지 세상사나 신문물에 어둡다. 나이로도 경력으로도 팀에서 가장 막내지만 태도는 상당히 건방진 편. 아침에 일찍 일어나는 것을 좋아하는 듯하며, 때와 장소를 가리지 않고 남에게 시합을 신청한다. 강민의 집에서 얹혀살다가 수련을 위해 나오고 나서 우연한 계기로 맥스와 만나 마음대로 맥스의 집에서 살고 있다. 또한, 맥스의 실력을 동경해 이후 언제나 붙어 다니며 그를 사부라 부른다. 강민이나 맥스의 가족을 '아빠'나 '할아버지' 등의 호칭으로 불러 다른 사람을 당황하게 할 때가 잦다. 경기 규칙도 잘 모르고 머리도 나쁘지만, 타고난 탑블레이드 감각은 천재적인 수준이라고 한다. 특히 엄청난 체력이나 파괴력에 있어서는 따라갈 선수가 없는 듯. 자연을 벗 삼아 실력을 키웠기 때문인지 팽이를 사용해 나무열매를 따거나 물고기를 잡는 등 특이한 기술이 있다. 비행기 멀미와 고소공포증이 있어 시합 장소로 이동할 때마다 고통에 시달린다.
- 한솔미 (타치바나 히로미)

성우 : 조진숙 (2~3기), 장경희 (극장판) / 키쿠치 시호
애니메이션에만 등장하는 오리지널 캐릭터로, TBA 팀 매니저. 애니메이션 2기부터 등장한다. 강민, 교수와 같은 반의 반장이며 영리하고 학업에 열의가 있는 모범생. 참견하기 좋아하고 적극적인 성격으로, 강민이 늘 지각하는 것을 못마땅하게 여겨 잔소리를 늘어놓는다. 요리를 하면 모양은 그럴듯하지만, 맛은 엄청나게 없으며, 손대기만 해도 기계가 고장 나거나 데이터가 날아갈 정도의 기계치이다. 탑블레이드에 거의 관심도 없고 성수도 보이지 않았지만, TBA 팀원들과 함께 행동하며 차츰 관심을 두게 된다. 다만, 탑블레이더로서의 재능은 전혀 없는 듯.
- 강진 (키노미야 히토시)

성우 : 최원형 / 나미카와 다이스케
팽이 (성수) : 메탈 드래이거 (메탈 백호)
만화판 이름은 강건. 별명은 질풍의 진. 강민의 11살 많은 형이며, 강민이 어렸을 때 부친을 따라 고고학 유적 조사에 참가했다가 행방불명되었다가 돌아왔다. 동생의 실력을 시험하기 위해 얼굴을 가리고 TBA 팀원들에게 도전했으나, 이내 정체를 밝히고 TBA 팀의 감독이 되었다.

## 중국팀
- 라이 (첸 라이)

성우 : 이재용 (1기), 故 김정주, 배정미 (3기) / 나가노 코이치
팽이 (성수) : 카르온 (흑사자)
중국팀 주장으로 마오의 오빠. 레이와는 어렸을 때부터 함께 탑블레이드를 즐겨 왔으며 매우 친한 친구였으나 현재는 레이가 백호족을 배신했다고 오해해 처단하려 하고 있다. 자기주장이 강하고 다혈질적인 성격이나 눈물은 많은 성격이다.
- 마오 (첸 마오)

성우 : 우정신 / 쿠마가야 니이나
팽이 (성수) : 카르크스 (들고양이)
중국팀 선수. 특기는 요리. 라이의 여동생이며, 레이와도 어렸을 때부터 친남매처럼 지내온 사이. 시합에 나오면 관중이 크게 환호성을 지를 정도로 인기인이다. 레이를 오래전부터 짝사랑했으며, 또한 레이가 백호족을 배신하지 않았다고 믿고 있다. 싫어하는 상대에게는 매우 적대적이나 본래는 친절하고 상냥한 성격.
- 키키

성우 : 이용순 / 시마카타 쥰코
팽이 (성수) : 카르만 (원숭이)
중국팀 선수. 마오를 짝사랑하는 데다 레이가 백호족을 배신했다고 믿기 때문에, 그를 매우 미워한다. 목적을 위해서라면 수단과 방법을 가리지 않는다.
- 가오

성우 : 박지훈 (1기), 이재용 (3기) / 이시카와 카즈유키
팽이 (성수) : 카르즈리 (불곰)
중국팀 선수. 큰 덩치에 엄청난 괴한. 성격은 매우 단순하며 배가 고프면 제대로 시합을 할 수 없다.
- 타오

성우 : 최원형 / 츠카다 마사아키
중국팀 감독. 오래전부터 백호족의 아이들을 가르친 노인으로, 애니메이션 3기부터 중국팀 감독을 맡았지만, 감독 역할에는 그리 열의가 없고 종종 기이한 행동을 벌인다.

## 미국팀 (PPT)
- 마이클 소머즈

성우 : 손선근 (1기), 성완경 (3기) / 야마구치 캇페이
팽이 (성수) : 트라이이글 (독수리)
미국팀 주장이자 1군 선수. 야구 선수를 겸하고 있으며 포지션은 투수. 왼손잡이지만 전력을 다해 싸울 때는 오른손을 사용한다. 명랑하고 쾌활한 성격이지만 자신이 미국팀의 에이스라는 데 자부심이 지나치게 강해 남을 업신여기는 일면도 있다. 시합에서 화려한 기술을 선보이는 것을 좋아한다.
- 에밀리 왓슨

성우 : 이용순, 김정주, 우정신 / 혼마 유카리
팽이 (성수) : 트라이게이터 (악어)
미국팀 2군 선수. 테니스 선수를 겸하고 있으며, 감독인 주디의 조수이기도 하다. 2군 선수지만 주로 어울리는 친구는 마이클이나 에디 등 1군 선수들. 논리적이고 과학적인 것을 좋아하며 탑블레이드 분석연구 등에도 소질이 있다. 자존심이 매우 강한 성격. 이유는 알 수 없지만 마오와는 사이가 좋지 않으며, 그녀에게 호의적으로 대하는 맥스도 유난히 무시한다.
- 에디

성우 : 안종덕, 이재용 / 스가누마 히사요시
팽이 (성수) : 트라이피오 (전갈)
미국팀 1군 선수. 농구 선수를 겸하고 있으며, NBA 입단이 예정돼 있을 정도로 농구에 뛰어난 실력을 자랑한다. 입이 매우 거칠어 아군과 적군을 가리지 않고 욕설을 자주 내뱉는다.
- 스티븐

성우 : 박지훈 / 스즈무라 켄이치
팽이 (성수) : 트라이호른 (버팔로)
미국팀 1군 선수. 미식축구 선수를 겸하고 있다. 약점은 평상시든 시합 중이든 도발에 잘 넘어가 자주 이성을 잃는 점. 제3회 세계대회에는 왼쪽 다리 부상으로 병원에 입원 중이었기에 대회에 출전하지 않았다.
- 릭 언더슨

성우 : 문관일 / 무로조노 타케히로
팽이 (성수) : 록 바이손 (아메리카 들소)
미국팀 선수. 미국 빈민가 거리에서 탑블레이드 시합을 즐기다 미국팀에 스카우트되어 제3회 세계대회 때 선발 선수로 들어온 신인 선수로, 자신의 실력에 자부심을 느끼고 있다. 제멋대로인 성격 탓에 다른 팀원과 불화가 잦으며, 파트너인 맥스와도 사이가 좋지 않아 함께 연습 한 번 하지 않는다. 취미인 음악 감상을 위해 라디오 카세트와 헤드셋을 가지고 다닌다.
- 주디 (미즈하라 주디)

성우 : 정미연 (1기),  이향숙(2기), 우정신 (3기) / 시노하라 에미 (1기), 토우마 유미 (2~3기)
탑블레이드 연구소 PPT의 국장이자, 미국팀의 감독. 국장이 되기 전에는 대학 교수였다. 유럽계 미국인으로, 맥스의 친어머니지만 일 때문에 가족과는 떨어져 혼자 미국에 살고 있다. 맥스는 다시는 아이를 낳을 수 없는 몸이 되면서까지 낳은 아이이며, 맥스를 매우 사랑하지만, 그를 포함한 TBA의 배틀 방식에는 매우 부정적이고 비판적인 견해를 지니고 있다. 철저한 과학적 분석과 이에 기초한 훈련만이 승리를 이끈다고 믿는다. 가족과 마찬가지로 마요네즈를 좋아한다.

## 유럽팀
- 프란츠 유르겐즈 (랄프 유르겐즈)

성우 : 이재용 / 마츠다 유우키
팽이 (성수) : 그리포리온 (그리폰)
유럽팀 선수. 탑블레이드 독일 챔피언. 유럽팀의 리더 격 역할을 맡고 있다. 냉정하고 적대적인 성격.
- 올리비에 포란제

성우 : 오수경 / 미나미 오미
팽이 (성수) : 유니코리온 (유니콘)
유럽팀 선수. 탑블레이드 프랑스 챔피언. 우아하고 예술적인 물건이나 행위를 좋아한다. 밝고 사교성이 좋은 성격. 루브르 박물관을 통째로 빌려 회화를 감상하는 것이 취미일 정도로 엄청난 부자이다. 요리 대회에서 화려한 수상 경력을 거둔 일류 요리사이기도 하다.
- 쟈니 맥그리거

성우 : 남경표 (1기), 양석정 (3기) / 테즈카 치하루
팽이 (성수) : 샐러마리온 (샐러맨더)
유럽팀 선수. 탑블레이드 영국 챔피언. 영국 왕실의 총애를 받고 있으며 여왕에게 기사 작위를 받은 바가 있다. 자존심이 매우 강하고 거만한 성격. 탑블레이드 배틀 시에 장갑을 벗어 던지는 특징이 있다.
- 안토니오 (잔카를로 토르나토레)

성우 : 윤복성 / 사카구치 다이스케
팽이 (성수) : 안피리온 (쌍두사)
유럽팀 선수. 탑블레이드 이탈리아 챔피언. 재벌가의 외아들이다. 여자 친구를 몇 명씩 함께 데리고 데이트를 할 정도의 플레이보이.

## 괴물팀
- 블러드

성우 : 윤복성 / 카미야 히로시
팽이 (성수) : 드라큐오스 (드라큘라)
괴물팀의 리더 격 역할을 맡고 있다. 매너 있는 성격.
- 하울링

성우 : 이재용 / 타카야마 츠토무
팽이 (성수) : 울포스 (늑대인간)
괴물팀 멤버. 팀의 궂은 일을 떠맡고 있다.
- 쟈이

성우 : 안장혁 / 야마모토 나오히로
팽이 (성수) : 프랑케오스 (프랑켄 슈타인)
괴물팀 멤버. 덩치가 크고 과묵한 성격.
- 카이로나

성우 : 박지훈 / 사카구치 켄이치
팽이 (성수) : 반데오스 (미라)
괴물팀 멤버. 체격이 유난히 작다.

## 러시아팀
- 유리 이바노프

성우 : 임은정 (1기), 김아영 (3기) / 모리타 치아키
팽이 (성수) : 울보그 (은빛 늑대)
러시아팀 주장. 보르코프 수도원에서 특수한 훈련을 받은 소년 중에서도 가장 뛰어날 정도로 압도적인 실력을 지녔으며, ‘최종병기’라 불리기도 한다. 자신의 실력에 대한 자부심이 매우 강한 편. 감정을 거의 표현하지 않고 매우 냉혹한 성격이었지만, 시간이 지나면서 비교적 사교성이 좋고 감정 표현이 풍부한 성격이 된다. 성수 여러 마리를 한꺼번에 제어할 수 있을 정도로 강한 정신력의 소유자.
- 세르게이

성우 : 안장혁 / 스기타 토모카즈
팽이 (성수) : 씨보그 (고래)
러시아팀 선수. 덩치가 크고 과묵하다.
- 보리스 쿠즈네쵸프

성우 : 이용순 (1기), 성완경 (3기) / 미즈타 와사비
팽이 (성수) : 팔보그 (송골매)
러시아팀 선수. 점잖은 외모에 러시아팀에서 가장 밝은 성격이지만, 가장 잔인하고 흉포한 성격. 시합 시에 탑블레이드를 이용해 상대편 선수를 무자비하게 상처 입히기도 한다.
- 이반 파포프

성우 : 우정신 / 사카구치 아야
팽이 (성수) : 와이보그 (뱀)
러시아팀 선수. 유난히 체격이 작다. 제3회 세계대회에는 참가하지 않았다.
- 블라디미르 보르코프

성우 : 박조호 (1기), 민응식 (3기) / 코야스 타케히토
러시아팀의 감독이자, 보르코프 수도원의 원장. 러시아의 갈 곳 없는 소년들을 수도원에 모아 기르며 특수한 탑블레이드 훈련을 시키고 러시아팀을 결성시켰다. 러시아팀을 비롯한 소년들에게 애정은 없으며, 오로지 자신의 야망을 위해 황득구의 부하가 되어 소년들을 이용해 왔다. 제3회 세계대회 종료 후에는 TEGA를 설립해 야망을 이루려 하고 있다.

## 사이킥
- 자카드

성우 : 오인성 / 히로타 코세이
사이킥의 리더. 목표는 TBA 팀 멤버들의 사성수를 빼앗는 것. 평상시에는 본부에 거의 모습을 드러내지 않고 부하들에게 대부분의 일을 맡기고 있다. 젊은 시절에는 다이텐지 코고로와 함께 석판을 연구하는 동료였다.
- 기데온

성우 : 강구한
자카드의 직속 부하. 본부에 모습을 거의 드러내지 않는 자카드를 대신해 대부분의 명령을 내리고 있다.
- 케인 (케인 야마시타)

성우 : 송연희 / 타이 유우키
팽이 (성수) : 사이버 드래곤 (디지털 청룡)
일본계(한국계) 호주인. 사이킥 팀 탑블레이더들의 리더 격 역할을 맡고 있다. IQ 200의 천재로, 정의롭고 붙임성 좋은 성격이다.
- 짐

성우 : 조진숙 / 야마시타 아야카
팽이 (성수) : 사이버 드래셀 (디지털 현무)
사이킥 팀의 탑블레이더. 체구가 작으며, 정신력이 약해 보인다.
- 토미 (고우키)

성우 : 김영선 / 야스히로
팽이 (성수) : 사이버 드랜져 (디지털 주작)
사이킥 팀의 탑블레이더. 덩치가 크다.
- 로리 (사리마)

성우 : 강미형 / 이케다 히카루
팽이 (성수) : 사이버 드래이거 (디지털 백호)
캐나다인이며, 사이킥 팀의 탑블레이더. 유일한 여성이며, 아이들을 좋아하고 매우 상냥한 성격이다. 디지털 성수의 존재의미와 효능에 의심을 품고 있다.

## 세인트 쉴드
- 오즈마

성우 : 강미형 / 카이다 유키
팽이 (성수) : 플래시 레오파르드 (표범)
세인트 실즈의 리더. 무뚝뚝한 성격으로, 임무를 이루고자 하는 사명감이 팀에서 가장 강하다. 임무를 완수하기 위해 어렸을 때부터 혹독한 탑블레이드 수련을 거쳤다.
- 둥가

성우 : 오인성 / 타카토 야스히로
팽이 (성수) : 볼틱 에이프 (고릴라)
세인트 실즈의 멤버. 덩치가 크고 다혈질적이다. 도발에 잘 넘어가기 쉬운 성격이기 때문에, 늘 마리암에게 휘둘린다.
- 마리엘 (마리암)

성우 : 정윤정 / 코마츠 유카
팽이 (성수) : 샤크래시 (상어)
세인트 실즈의 멤버로, 알렉스의 누나. 키가 크고 날씬한 체형에 당찬 성격이다. 취미는 도발적인 말투로 둥가를 화나게 해 약 올리기.
- 알렉스

성우 : ??? / 마츠모토 사치
팽이 (성수) : 배니싱 무트 (코끼리)
세인트 실즈의 멤버로, 마리엘의 남동생. 잠입수사나 정보수집에 뛰어난 재능이 있다.

## 발테스 팀
- 미하엘

성우 : 우정신 / 유우키 히로
팽이 (성수) : 데스 가고일 (가고일)
발테스 팀 주장. 시합 시에 등에서 박쥐 날개가 돋는다. 탑블레이드 선수가 되기 전에는 연예인이었기 때문에 유럽에서 인기가 상당하다. 발테스에게 가장 많이 학대당하고 있는데, 이는 동료들을 매우 아끼는 성품이라 주장인 자신이 자진해 책임을 덮어쓰는 영향이 크다. 탑블레이드 연구에도 재능이 있다.
- 클로드

성우 : 사성웅 / 사사누마 아키라
팽이 (성수) : 킬러 이글 (쌍두독수리)
발테스 팀 선수. 소심한 성격이다. 시합 시에 등에서 새의 날개가 돋는다.
- 마틸다

성우 : 이진화 / 콘노 히로미
팽이 (성수) : 스파이크 (고슴도치)
발테스 팀 선수, 국적은 영국. 친절하고 다정한 성격의 소녀. 시합 시에 등에서 요정 날개가 돋는다.
- 아론

성우 : 문관일 / 이시카와 카즈유키
팽이 (성수) : 라싱 보어 (멧돼지)
발테스 팀 선수. 겁이 많은 성격.
- 장 폴 발테스

성우 : 강구한 / 비후 히토시
발테스 팀 감독. 공개된 장소에서는 팀원들을 아끼는 척하지만, 실제로는 학대하며 팀원들에게 갖가지 반칙 명령을 내린다.

## 산그레 팀
- 줄리아 페르난데스

성우 : 김아영 / 와타나베 쿠미코
팽이 (성수) : 선더 페가수스 (페가수스)
산그레 팀 주장. 라울의 쌍둥이 누나. 당찬 성격으로 라울을 쉽게 제압한다. 어렸을 때부터 서커스 극단에 소속돼 있었기에 각종 곡예에 뛰어나다. 만화판에서는 부유한 귀족가 출신.
- 라울 페르난데스

성우 : 이미자 / 키무라 아키코
팽이 (성수) : 플레임 페가수스 (페가수스)
산그레 팀 선수. 줄리아의 쌍둥이 남동생. 누나와는 반대로 여리고 순한 성격이다. 줄리아와 함께 서커스 극단에서 생활하며 각종 곡예를 배웠으나, 굉장한 울보여서 자주 울음을 터뜨렸으며 그 성격은 지금도 변함이 없다. 만화판에서는 부유한 귀족가 출신.
- 로메로

성우 : 사성웅 / 타케모토 에이지
산그레 팀 감독. 좋아하는 음식은 바나나. 승패에 연연하지 않고 느긋한 성격이라 언뜻 감독 일을 제대로 하지 않는 것처럼 보이기도 한다. 바람둥이 기질이 있다. 줄리아와 라울이 속해 있던 서커스단의 감독이었으며, 그들에게 아버지나 다름없는 존재이다.

## TEGA
- 브룩클린

성우 : 김래환, 배정미 (유년기) / 호시 소이치로
팽이 (성수) : 제우스 (제우스)
TEGA 선수. 탑블레이드에 타고난 천재적인 재능을 지녀 연습 한 번 없이도 시합에서 진 적이 없다. 늘 여유롭고 느긋한 성격. 풀밭이나 공원에서 곤충이나 작은 동물과 어울리기 좋아하며, 곤충이나 동물들이 이상하게도 그를 잘 따른다. 미래는 정해져 있으며 바꿀 수 없다고 믿고 있다. 탑블레이드 시합에서 늘 이겼기 때문에 어린 시절 또래 중 아무도 그와 놀려 하지 않아 외로움을 겪었으며, 강민과 예전에 만난 적이 있다.
- 가란드 체트발트

성우 : 정승욱 / 카미야 히로시
팽이 (성수) : 아폴론 (아폴론)
TEGA 선수. 특별히 주장이 없는 TEGA에서 침착하고 붙임성 좋은 성격으로 다른 선수들의 리더 격 역할을 맡고 있다. 대대로 스포츠 각 분야에서 이름을 빛낸 가문 출신이며 이 때문에 자신도 탑블레이드에서 최고의 선수가 되기 위해 노력하고 있다.
- 미밍 (밍밍)

성우 : 배정미 / 히라노 아야
팽이 (성수) : 비너스 (비너스)
TEGA 선수이자 아이돌 가수. TEGA의 마스코트 겸 홍보대사로도 활약하고 있으며, 탑블레이드와 노래 둘 모두를 매우 좋아한다. 어린 소녀의 모습이지만 탑블레이드 시합을 할 때는 성숙한 여성의 모습으로 변할 수 있는데, 이때는 평상시의 애교 많은 성격에서 자신만만하고 당당한 성격이 된다.
- 미스텔

성우 : 이연희 / 미야타 코우키
팽이 (성수) : 포세이돈 (포세이돈)
TEGA 선수. 때로 가면을 쓰고 다니며 체구는 작지만, 매우 날래다. 세계 곳곳을 여행하며 특이한 기행을 벌이는 것을 좋아하는데, 특히 높은 곳을 좋아하는 듯. 승부에는 그리 연연하지 않는 성격이다.
- 모제스

성우 : 안장혁 / 타카츠카 마사시
팽이 (성수) : 기가스 (기가스)
TEGA 선수. 보르코프에게 여동생 모니카의 수술비를 받는 조건으로 TEGA에 들어왔기 때문에 그 이전까지는 탑블레이드 경험이 없었다. 다혈질적인 성격에 덩치가 크지만, 눈물은 매우 많은 일면이 있다. 모니카가 그를 본 따 만들어 선물해 준 인형을 소중하게 간직하고 있다.

## 기타 등장인물
- 장삼봉 회장 (다이텐지 코고로)

성우 : 설영범 / 오오키 타미오
TBA 회장.
- DJ

성우 : 안종덕 (1기), 오인성 (2기), 김영선 (3기) / 마도노 미츠아키, 블레이더 DJ
탑블레이드 세계대회와 슈퍼 5의 중계 및 심판을 맡은 사회자. 시합 이외에 탑블레이드 관련 TV 프로그램에도 출연해 해설과 선수 인터뷰 등을 맡고 있다.
- 강민이 할아버지 (키노미야 류노스케)

성우 : 설영범 / 오오츠카 치카오
강민의 할아버지로, 강민이 현재 함께 살고 있는 유일한 가족. 검도 사범이지만 도장에 찾아오는 학생은 없고 손자만을 가르치고 있다.
- 맥스 아빠 (미즈하라 타로)

성우 : 안장혁 / 우가키 히데나리
한국에서 장난감 가게를 경영한다. 마요네즈를 좋아한다.
- 강민의 아버지 (키노미야 타츠야)

성우 : 박조호 / 호소이 오사무
전 세계 각지를 떠돌며 성수에 관한 연구를 하고 있다. 전 세계 유물을 연구하는 고고학자다.
- 제오

성우 : 송연희 / 야나이 히사요
팽이 (성수) : 제로닉스 → 버닝 케르베로스 (케르베로스)
강민을 비롯한 TBA 팀원들을 동경하는 소년. 매우 적극적이고 사교성 좋은 성격으로, 탑블레이드 실력은 평범한 수준에 성수도 없었지만, 열정만은 남다르다. 특기는 바이올린. 가정환경은 유복하며, 아버지를 매우 좋아한다.
- 골드

성우 : 조진숙 / 스가누마 히사요시
팽이 (성수) : 오르트로스 (오르트로스)
제오의 파트너로, 고지식하고 적대적인 성격.
- 킹

성우 : 오인성 / 노지마 히로후미
팽이 (성수) : 아리엘 (검은 산양)
퀸과는 쌍둥이 남매이면서, 오빠이다. 자존심이 높고 거만한 성격. 퀸과 함께 다른 탑블레이더들의 팽이를 파괴하고 귀한 부품을 강탈하고 있다.
- 퀸

성우 : 정윤정 / 소노자키 미에
팽이 (성수) : 가브리엘 (흰 산양)
킹과는 쌍둥이 남매이면서, 여동생이다. 킹과 비슷한 성격이며, 늘 함께 행동한다.
- 유진 (미나미 유우야)

성우 : 정윤정 / 키무라 아키코
카이가 다니는 기숙학교의 학생. 카이를 동경하며, 뛰어난 탑블레이더를 목표로 삼고 있다.
- 모니카

성우 : ??? / 히로하시 료
모제스의 여동생. 병을 앓고 있으며 상냥한 성격.
- 이둥보 (에가오 코타로)

성우 : 한호웅 / 마츠오카 미카
제3회 세계대회 한국 예선전에 출전한 선수. 실력은 우수하지만 강민과 교수의 팬인 척하여 정보를 얻어내는 등 비겁한 전술을 사용한다.
- 황득구 (히와타리 소이치로)

성우 : 안장혁 / 이시이 코우지
카이의 할아버지로, 대기업 회장. 수하인 보르코프를 이용해 세계를 정복하려는 야망을 품고 있다.
- 담임 선생님 (케이코)

성우 : 장경희 / 히사카와 아야
솔미 반의 담임 교사. 온순하고 다정한 성격이다.